# 墨床

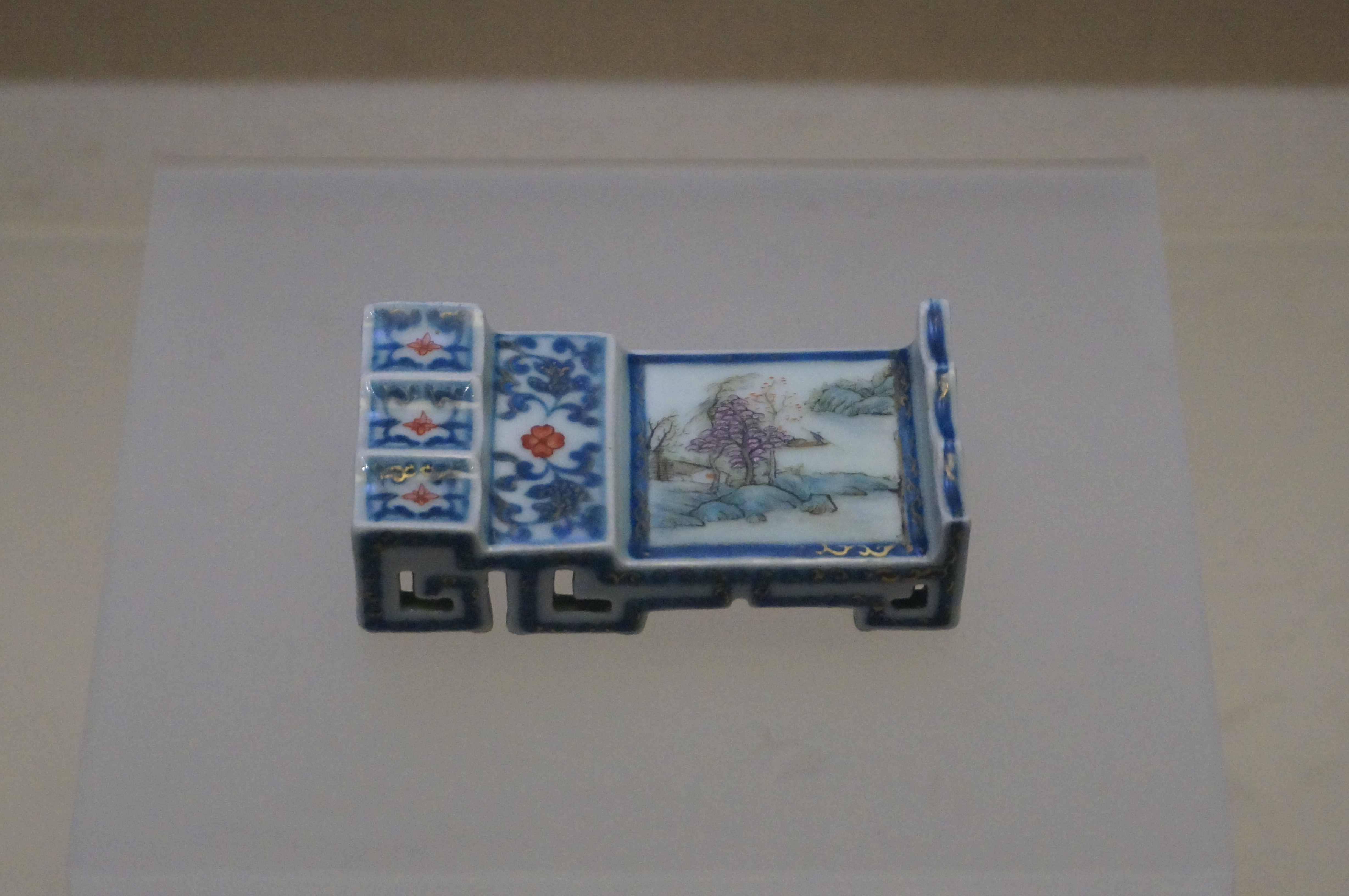
清道光青花加彩墨床，绩溪博物馆藏

墨床为古代东亚地区放在案头、用于放置墨锭的文具，主要流行于清乾隆时期，一般为了显示墨锭的昂贵价值，其材料有铜、玉和瓷质等，形状有长方形、书卷形、弧形和几案形等。

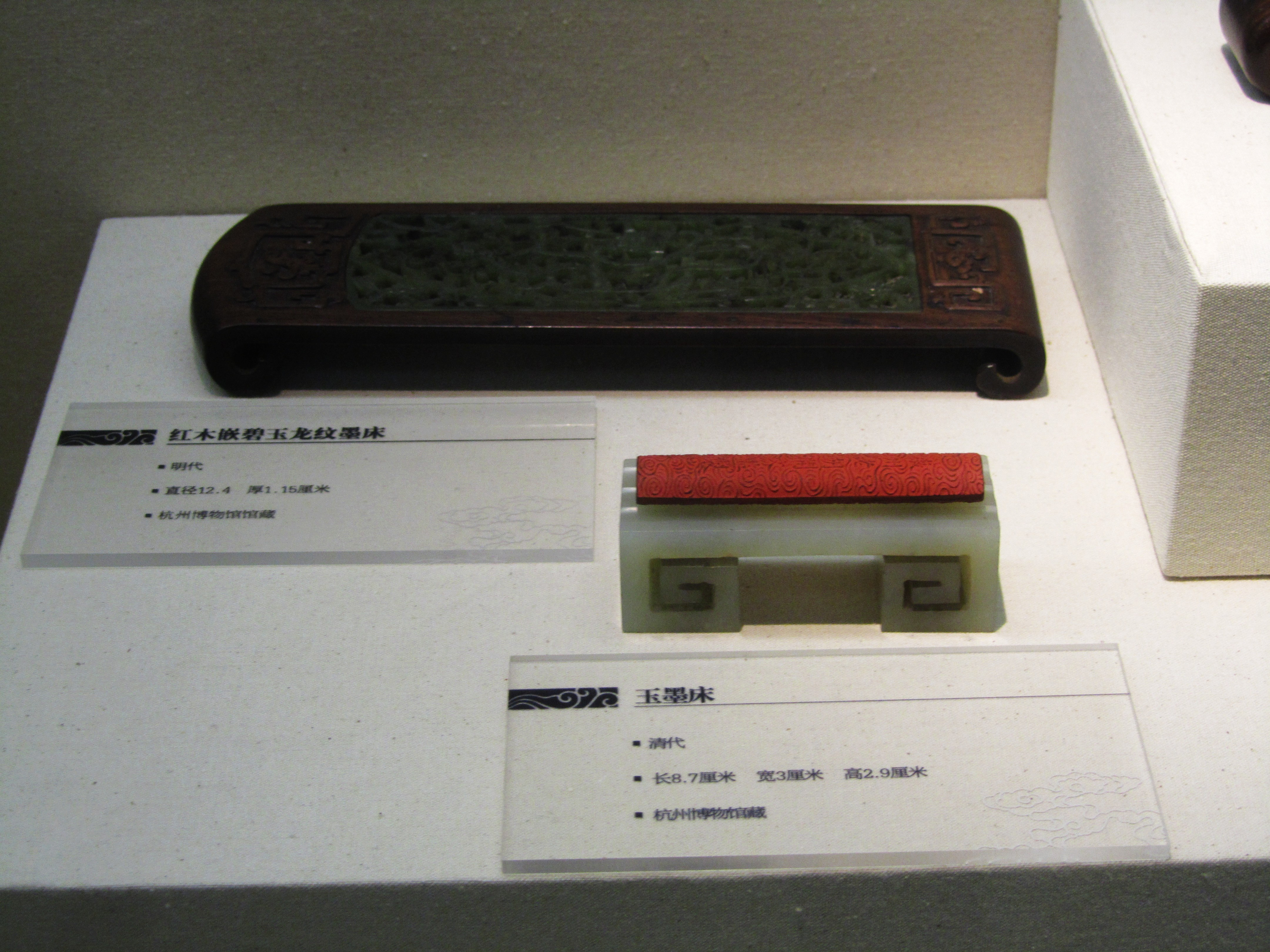
明代红木嵌碧玉龙纹墨床（上）和清代玉墨床（下），杭州博物馆藏
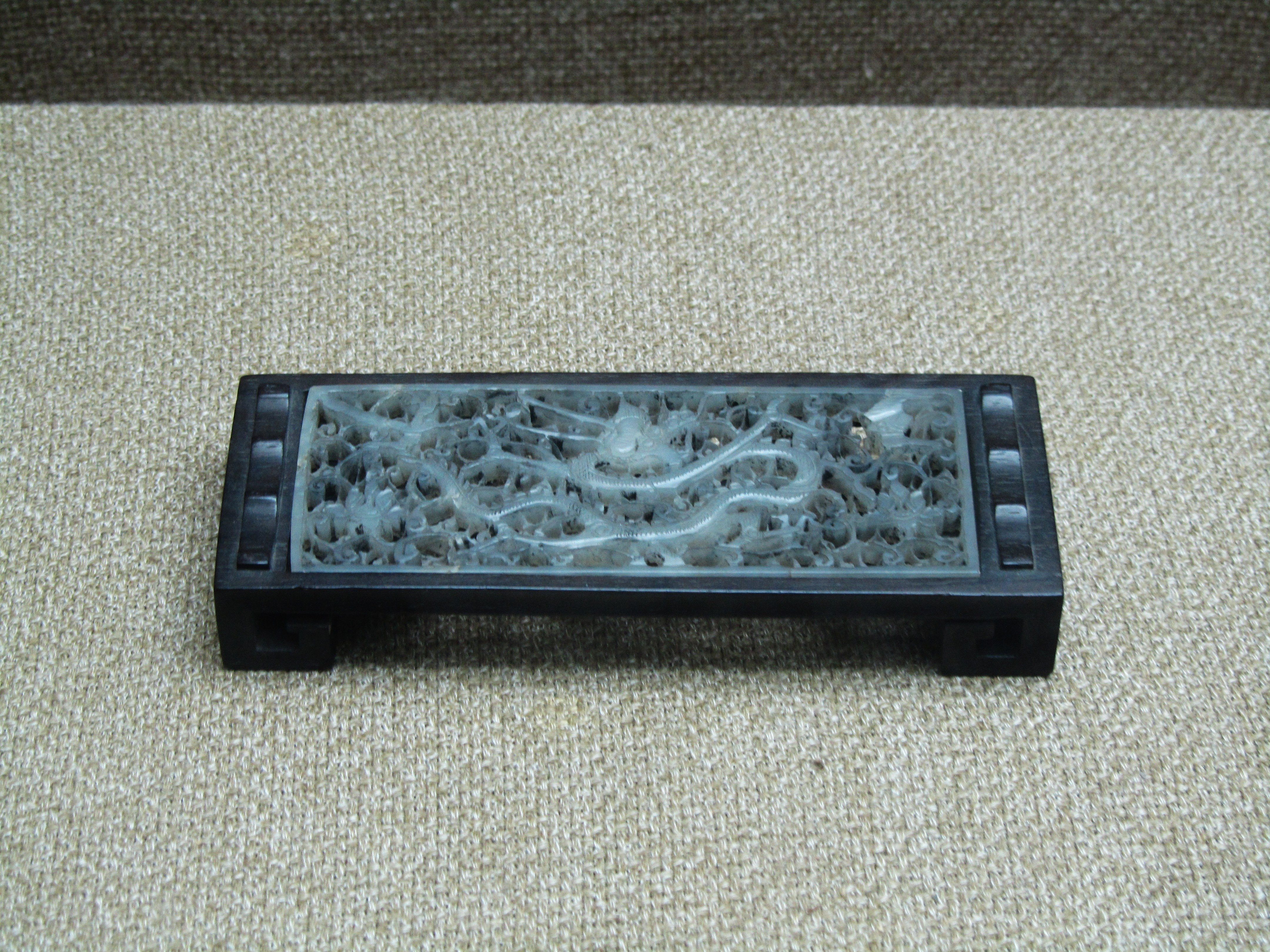
明代玉墨床，平湖市博物馆藏